# Jakow Gewirc

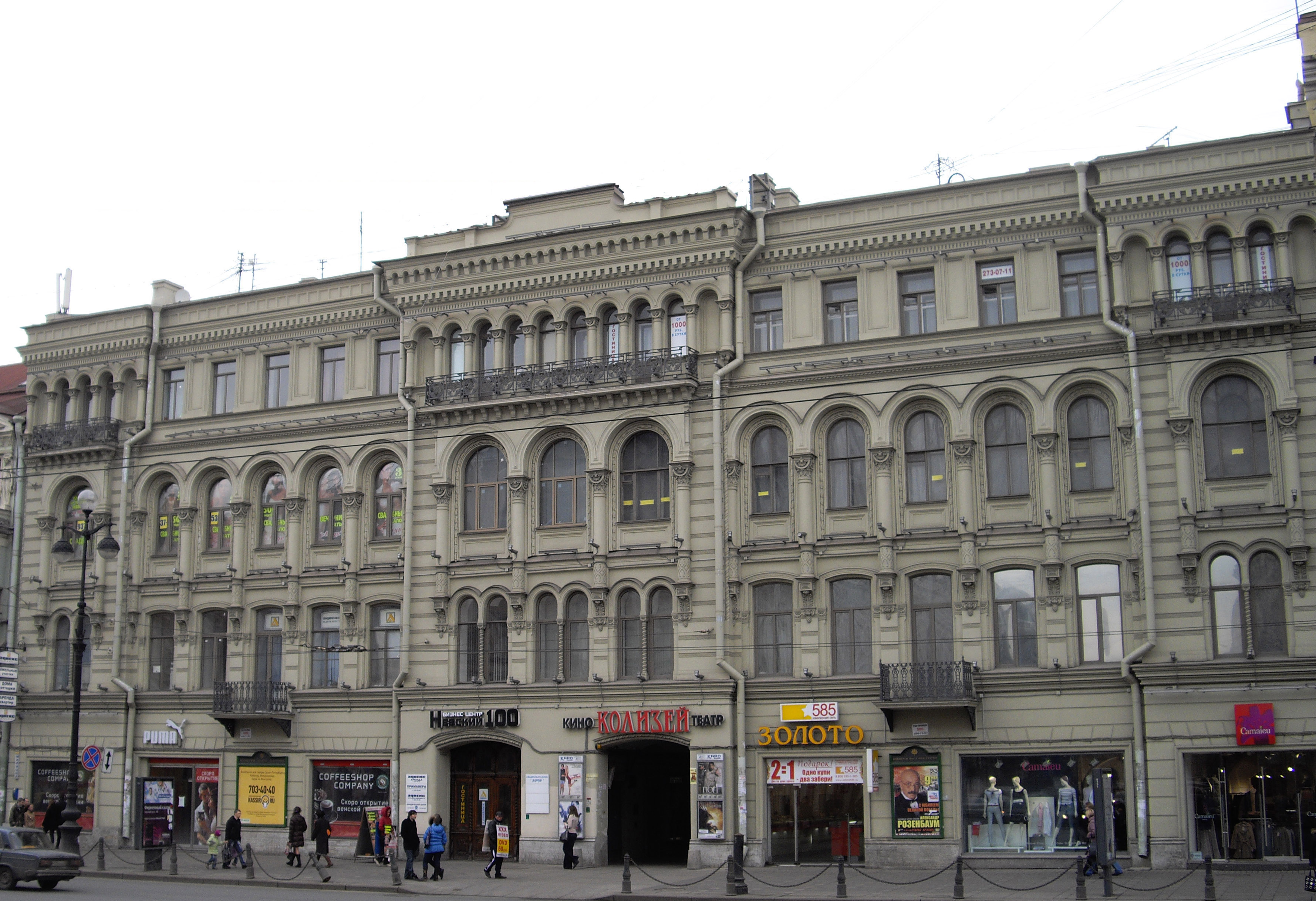
Kino "Kolizej" na Newskim Prospekcie 100 w Sankt Petersburgu

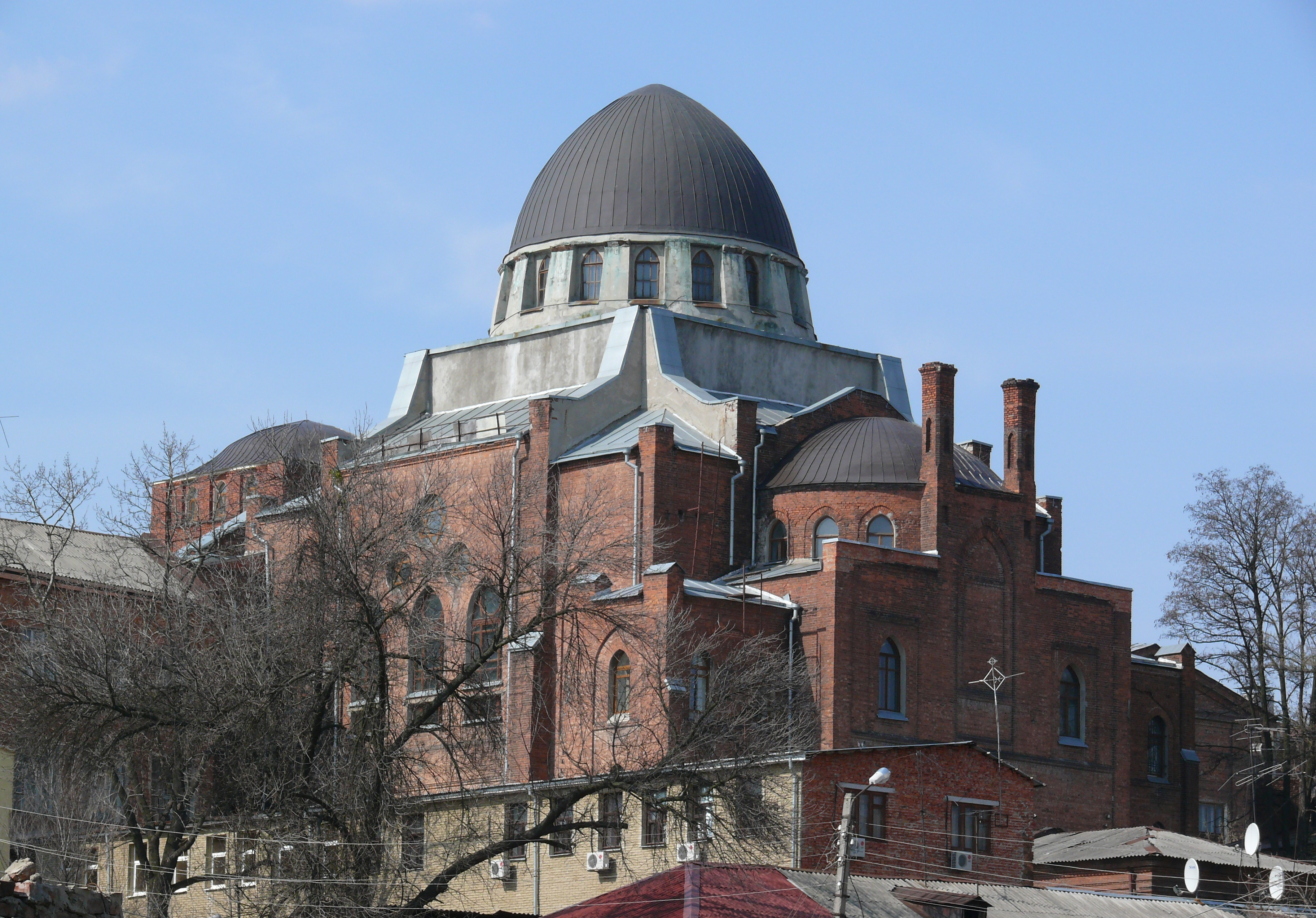
Synagoga Tempel w Charkowie

Jakow Germanowicz Gewirc (ros. Яков Германович Гевирц; ur. 1879 w Odessie, zm. 1942 w Leningradzie) – rosyjski architekt tworzący w Petersburgu, Rydze i Charkowie, przedstawiciel nowoczesnego klasycyzmu.

## Życiorys
Studiował w latach 1899–1906 na Cesarskiej Akademii Sztuk Pięknych w Petersburgu u Leontija Benois.
W roku 1908 wygrał konkurs na projekt nowego zespołu budynków na Żydowskim Cmentarzu Preobrażeńskim. Był członkiem czynnym Instytutu Archeologicznego, w latach 1910-tych sekretarzem Towarzystwa Architektów-Artystów. Od roku 1922 był wykładowcą na Akademii Sztuk Pięknych, w roku 1936 został dziekanem Wydziału Architektury.
Projektował głównie kamienice w Petersburgu. Jest autorem kompozycji Cmentarza Preobrażeńskiego. Zaprojektował liczne synagogi na terenie Imperium Romanowów (m.in. w Rydze oraz świątynię Tempel w Charkowie), nadając im monumentalny kształt inspirowany architekturą Orientu.